# Крез (річка)
Крез — річка у Франції. Починається в Центральному масиві на плато Міллеваш. Його джерело розташоване в муніципалітеті Ле Ма-д'Артіж на висоті близько 810 метрів. Крез спочатку тече на північ, потім повертає на північний захід і впадає приблизно через 263 км у місці «Bec des Deux Eaux» на захід від Пор-де-Пі як права притока В'єнни.
Верхня течія річки проходить через регіональний природний парк Міллеваш ан Лімузен, пізніше річка проходить через регіональний природний парк Бренне.
Крез був відомий ще в давнину під назвою Кроза (Crosa).

## Населені пункти на річці
У департаменті Крез:
- Фелетен
- Обюссон
- Гере

У департаменті Ендр:
- Аржантон-сюр-Крез
- Ле-Блан

У департаменті Ендр і Луара:
- Декарт
- Ізер-сюр-Крез

У департаменті В'єнна:
- Ла-Рош-Позе